# Radicaal 70
Radicaal 70 is een van de 34 van de 214 Kangxi-radicalen dat bestaat uit vier strepen.
In het Kangxi-woordenboek zijn er 92 karakters die dit radicaal gebruiken.

## Karakters met het radicaal 70
| Strepen | Karakter                |
| ------- | ----------------------- |
| + 0     | 方                      |
| + 4     | 斺 斻 於                |
| + 5     | 施 斾 斿 旀             |
| + 6     | 旁 旂 旃 旄 旅 旆 旊    |
| + 7     | 旇 旈 旉 旋 旌 旍 旎 族 |
| + 8     | 旐 旑                   |
| + 9     | 旒 旓 旔 旕             |
| + 10    | 旖 旗                   |
| + 12    | 旘 旙                   |
| + 13    | 旚                      |
| + 14    | 旛                      |
| + 15    | 旜 旝 旞                |
| + 16    | 旟                      |

Orakelbotkarakter
Bronskarakter
Groot zegelkarakter